# Бледа
Бледа (на гръцки: Βλήδας; Bleda; * 390; † 445) e крал на хуните.

## Произход
Син е на Мунджук и по-голям брат на Атила. Заедно с брат си управляват хуните след смъртта на неговия чичо Урус Руга Бургас и отстраняване на баща им Мунджук, чието централно ханство се намирало в днешна Унгария.

## Управление
Неговото управление (съвместно с Атила) продължава единадесет години до неговата смърт. Освен това, че в историческите източници се споменава, че той е бил убит от брат си по време на лов, никой всъщност не знае как е умрял. Много историци считат, че Бледа е предал брат си Атила, но Атила е бил умел войн и успял да се справи с предателството.
Едно от малкото известни неща около Бледа е великата военна хунска кампания през 441 година, когато Атила е изпратен от брат си във Византия да донесе още данъци. Атила без проблем нахлува в Дунавските земи, унищожава няколко византийски крепости и укрепления и византийския император сключва мир, заплащайки на хуните 6000 златни лири годишно.
По времето на тяхното поемане на властта хуните водят преговори с пратеници на Теодосий II за връщането на няколко племена, избягали в Източната Римска империя. На следващата година Атила и Бледа се срещат с посланиците на Империята при Маргус (днешен Пожаревац) и, без да слизат от конете, според обичая на хуните, успяват да постигнат споразумение. Византийците се съгласяват не само да върнат избягалите племена, които биха били от полза във войната срещу вандалите, но и да удвоят дотогавашния данък от 350 на 700 либри злато (около 228 кг), да отворят пазарите си за хунски търговци и да плащат откуп от 8 солида за всеки свой затворник при хуните. Хуните остават доволни от договора и се оттеглят на север. Теодосий ІІ използва мира, за да усили стените на Константинопол, да построи първата морска стена на града и да подсили укрепленията по дунавската граница.
През следващите пет години хуните остават извън полезрението на Империята. През 440 година те се появяват отново и нападат търговците в един пазар на северния бряг на река Дунав. Атила и Бледа заплашват с война, твърдейки, че Империята не изпълнява поетите задължения и че епископът на Маргус е пресякъл Дунав, за да ограби и оскверни хунските царски гробници. Те преминават реката и унищожават крепостите по южния ѝ бряг. Маргус е превзет и епископът му е взет в плен. Според византийският историк Приск, съвременник и участник в събитията, епископът сам предава града на хуните. Атила и Бледа превземат столицата на Мизия Виминациум (близо до днешния Костолац), Сигиндунум (днешен Белград) и Сирмиум (Сремска Митровица), след което спират военните действия.
Теодосий ІІ няма възможност да засили войските си на Балканите, заради превземането на Картаген от вандалския крал Гейзерик през 440 г. и персийското нападение в Армения през 441 г. През 442 г. той прехвърля войски от Северна Африка и нарежда изсичането на голямо количество нови монети, за да финансира войната срещу хуните. След тази подготовка, той решава, че може да отхвърли исканията на хуните за спазване на договора от 434 г.
В отговор на това, през 443 г. Атила и Бледа подновяват военните действия. Придвижвайки се на юг, те превземат Рациария (до днешен Арчар) и успешно обсаждат Наисус (днешен Ниш), използвайки обсадни съоръжения. След това те се насочват към столицата и по пътя си превземат Сердика (София), Филипопол (Пловдив) и Аркадиопол. Хуните се сблъскват и разгромяват основните сили на Империята пред Константинопол и само липсата на обсадни съоръжения, способни да разрушат масивните стени на града, не им позволява да го превземат. Теодосий ІІ се признава за победен и изпраща 443 г. Анатолий да преговаря за мир. Новият договор е по-тежък за Империята от този от 434 г. Императорът трябва да изплати репарация за нарушението на предишния договор в размер на 2100 либри злато (ок. 687 кг). Годишният данък е утроен на 6000 либри злато (ок. 1962 кг), а откупът за пленниците е повишен на 12 солида.
След сключването на новия мирен договор хуните се оттеглят на север от Дунав. По време на последвалия мирен период, вероятно около 445 г., Бледа умира. Водят се спорове дали той е убит от Атила или умира по друга причина. Атила остава едноличен водач на хуните.
След смъртта на Бледа, за която носи отговорност Теодосий ІІ, неговата съпруга, продължава да изпълнява съвладетелските функции в хунската империя. Приск Панийски, които е в състава на Византийското дипломатическо посолство прави описание на резиденцията на съпругата на Бледа и на нейната благотворителна помощ за разпилените от внезапна буря посланици, на които тя дава любезен подслон, храна и чисти дрехи. Те, посланиците на Император Теодосий ІІ, са включени в кортежа на Атила при пътуването му до столицата, където тържествено млади жени облечени в бяло облекло, го посрещат с хляб и сол. Поднесената му чаша с вино той излива в памет на своя брат Бледа.

## В литературата
В поемата „Песен за Нибелунгите“ Бледа е описан като героя Blödelin.